# Citrix Tennis Championships 2000
Citrix Tennis Championships 2000 — тенісний турнір, що проходив на кортах з твердим покриттям у місті Делрей-Біч, США з 28 лютого. Належав до категорії ATP International Series, був турніром серії Delray Beach Open 2000 року.

## Фінальна частина

### Одиночний розряд
Штефан Коубек —  Алекс Калатрава 6–1, 4–6, 6–4

### Парний розряд
Браян Макфі /  Ненад Зімоньїч —  Джошуа Ігл /  Ендрю Флорент 7–5, 6–4